# John Wells
Pour les articles homonymes, voir John Wells (homonymie) et Wells.
John Wells, né à Alexandria le 28 mai 1956, en Virginie, est un réalisateur, scénariste et producteur américain.

## Biographie
Wells est diplômé en 1979 de Carnegie Mellon School of Drama (en) (université Carnegie-Mellon) et en 1982 de USC School of Cinema-Television (université de Californie du Sud).
Il est connu pour son rôle de producteur — et accessoirement de réalisateur et scénariste — des séries télévisées China Beach, Urgences, New York 911, À la Maison-Blanche, The Evidence et plus récemment Southland, Shameless et Animal Kingdom. Il a également travaillé sur les films Laurier blanc  de Peter Kosminsky et Doom d'Andrzej Bartkowiak. Sa société, John Wells Productions, est située dans les studios Warner Bros. à Burbank, en Californie.
En 2009, il est élu président du syndicat professionnel Writers Guild of America, West (WGAW) (en).
Son premier film en tant que réalisateur, The Company Men, sort en 2011. Il met en scène Ben Affleck, Kevin Costner et Tommy Lee Jones confrontés aux conséquences de la crise des subprimes de 2008 aux États-Unis. En 2013, il réalise Un été à Osage County, adaptation de la pièce de théâtre de même nom de Tracy Letts.

## Filmographie

### Réalisateur
- 1998 - 2002 / 2005 - 2009 : Urgences (ER) (9 épisodes)
- 2003 : The F.B.I. Files (1 épisode)
- 2011 : The Company Men
- 2011 - 2012 / 2014 / 2016 / 2018 - 2020 : Shameless (10 épisodes)
- 2013 : Un été à Osage County (August : Osage County)
- 2015 : À vif ! (Burnt)[2]
- 2016 - 2022 : Animal Kingdom (10 épisodes)
- 2021 : Maid (4 épisodes)

### Producteur
- 1987 : Tout feu, tout femme (Nice Girls Don't Explode) de Chuck Martinez
- 1988 : CBS Summer Playhouse (1 épisode)
- 1988 - 1991 : China Beach (55 épisodes)
- 2002 : Laurier blanc (White Oleander) de Peter Kosminsky
- 2002 : L'Homme de la Riviera (The Good Thief) de Neil Jordan
- 2004 : La Maison au bout du monde (A Home at the End of the World) de Michael Mayer
- 2004 - 2009 : Shameless (66 épisodes) (également créateur)
- 2005 : Doom d'Andrzej Bartkowiak
- 2005 : Duma de Carroll Ballard
- 2006 : The Evidence (8 épisodes)
- 2009 - 2013 : Southland (43 épisodes)
- 2010 : The Company Men de lui-même
- 2014 : Love and Mercy de Bill Pohlad
- 2015 : À vif ! (Burnt) de lui-même

### Producteur exécutif
- 1992 : L'été sanglant (The Nightman) de Charles Haid (téléfilm) (coproducteur exécutif)
- 1993 : Les anges de la crime (Angel Street) de Rod Holcomb (téléfilm) (coproducteur exécutif)
- 1994 - 2009 : Urgences (ER) (331 épisodes) (également créateur)
- 1997 : Le Pacificateur (The Peacemaker) de Mimi Leder (coproducteur exécutif)
- 1998 : Trinity (9 épisodes)
- 1999 - 2005 : New York 911 (Third Watch) (132 épisodes) (également créateur)
- 1999 - 2006 : À la Maison-Blanche (The West Wing) (154 épisodes)
- 2000 : Citizen Baines (9 épisodes)
- 2001 : The Grey Zone de Tim Blake Nelson
- 2002 : Loin du paradis (Far from Heaven) de Todd Haynes
- 2002 : The Court (1 épisode)
- 2002 : Photo Obsession (One Hour Photo) de Mark Romanek
- 2002 : Hôpital San Francisco (Presidio Med) (1 épisode) (également créateur)
- 2002 : The Big Time de Paris Barclay (téléfilm)
- 2003 : Company (The Company) de Robert Altman
- 2003 : Party Monster de Fenton Bailey et Randy Barbato
- 2003 : Camp de Todd Graff
- 2004 : A Dirty Shame de John Waters
- 2005 : Jonny Zéro (13 épisodes)
- 2005 : The Notorious Bettie Page de Mary Harron
- 2005 : Nearing Grace de Rick Rosenthal
- 2005 : Mrs. Harris de Phyllis Nagy (téléfilm)
- 2006 : Scandaleusement célèbre (Infamous) de Douglas McGrath
- 2006 - 2007 : Dossier Smith (Smith) (2 épisodes) (également créateur)
- 2007 : An American Crime de Tommy O'Haver
- 2007 : Savage Grace de Tom Kalin
- 2007 : I'm Not There de Todd Haynes
- 2007 : Une histoire de famille (Then She Found Me) d'Helen Hunt
- 2008 : Gigantic de Matt Aselton
- 2009 : Maman, mode d'emploi (Motherhood) de Katherine Dieckmann
- 2009 : Cracks de Jordan Scott
- 2010 : Dirty Girl d'Abe Sylvia
- 2011 : Mildred Pierce (5 épisodes)
- 2011 - 2021 : Shameless (134 épisodes)
- 2014 : Electric Slide de Tristan Patterson
- 2016 : Goat d'Andrew Neel
- 2016 - 2022 : Animal Kingdom (73 épisodes)
- 2018 : American Woman (11 épisodes)
- 2021 : Maid (10 épisodes)
- 2019 : Doom : Annihilation de Tony Giglio

### Scénariste
- 1987 : Ohara (1 épisode)
- 1987 : Shell Game (en) (2 épisodes)
- 1988 : CBS Summer Playhouse (1 épisode)
- 1988 - 1991 : China Beach (17 épisodes)
- 1992 : L'été sanglant (The Nightman) de Charles Haid (téléfilm)
- 1993 : Les anges de la crime (Angel Street) de Rod Holcomb (téléfilm)
- 1994 : Princesse Caraboo
- 1994 - 2009 : Urgences (ER) (32 épisodes)
- 1996 : Entertaining Angels : The Dorothy Day Story de Michael Ray Rhodes
- 1998 : Trinity (1 épisode)
- 1999 - 2005 : New York 911 (Third Watch) (132 épisodes)
- 2002 - 2003 : Hôpital San Francisco (Presidio Med) (14 épisodes)
- 2003 - 2006 : À la Maison-Blanche (The West Wing) (10 épisodes)
- 2006 - 2007 : Dossier Smith (Smith) (7 épisodes)
- 2010 - 2011 : Southland (3 épisodes)
- 2011 : The Company Men de lui-même
- 2011 - 2021 : Shameless (134 épisodes)
- 2016 - 2019 : Animal Kingdom (5 épisodes)

## Sources
- Film Reference